# ОШ „Никола Тесла” Липар
ОШ „Никола Тесла” је једна од основних школа на подручју општине Кула, Западнобачком округу. Смјештена је на адреси Маршала Тита 42, Липар. Име је добила по Николи Тесли српском и америчком проналазач, инжењер електротехнике и машинства и футуриста, најпознатији по свом доприносу у пројектовању модерног система напајања наизменичном струјом.

## Историјат
Основна школа“Никола Тесла“ у Липару основана је 1926. године. Школу су изградили солунски дoбровољци који су населили овај простор, у изградњи школе учествовало је Министарство просвете Краљевине Југославије. Друга школска зграда дозидана је 1928. године и школа је до 2002. године радила у ове две зграде које су имале: пет учионица, зборницу, две канцеларије и кухињу. У мају 2003. године отворена је нова школска зграда чију је градњу финансирала Скупштина општине Кула, Покрајински секретаријат за науку, образовање и културу и швајцарска хуманитарна организација SDC. У другој школској зграда су деца предшколске установе "Рода" -забавиште (од 2003.год.). Доградњом школе добијено је 980m² корисног простора. У просторијама нове школе смештено је осам учионица, зборница, канцеларије (директор, педагог, администрација), библиотека, кабинет информатике, кабинет хемије, кухиња, санитарни чвор. "Стара" школска зграда је заштићена као споменик културе тако да је њен изглед остао непромењен. Нова школска зграда је дограђена и повезана са старом ходником. Школа поред затвореног простора посједује и отворене површине: спортске терене  за кошарку, одбојку и мали фудбал (са трибином), дјечије игралиште (са клацкалицама, љуљашкама, тобоганом и пењалицама), теретану на отвореном, школски парк, цвјетњак, љетњу учионицу. Укупна површина отвореног простора је 14.000m². Прва фаза изградње Љетње учионице финансирана је из средстава ,Свјетске банке. Завршетак љетње учионице помогла је Земљорадничке задруге „Соколац“ Липар. У љетњој учионици направљене су клупе у полукружном облику, тако да је данас двориште школе једно од најљепших и највећих дворишта на овим просторима. На улазу испред школске зграде налази се биста са ликом Николе Тесле, дар вајара и књижевника Радована Ждрале. Биста је постављена на јубилеј 90 годишњице постојања школе у Липару.